# Metacatharsius transvaalensis
Metacatharsius transvaalensis är en skalbaggsart som beskrevs av Vladimir Balthasar 1968. Metacatharsius transvaalensis ingår i släktet Metacatharsius och familjen bladhorningar. Inga underarter finns listade i Catalogue of Life.